# Middletown (Ohio)
Middletown és una població dels Estats Units a l'estat d'Ohio. Segons el cens del 2000 tenia 51.605 habitants.

## Demografia
Segons el cens del 2000, Middletown tenia 51.605 habitants, 21.469 habitatges, i 13.933 famílies. La densitat de població era de 776,5 habitants/km².
Dels 21.469 habitatges en un 29,9% hi vivien nens de menys de 18 anys, en un 45,9% hi vivien parelles casades, en un 14,6% dones solteres, i en un 35,1% no eren unitats familiars. En el 29,6% dels habitatges hi vivien persones soles l'11,4% de les quals corresponia a persones de 65 anys o més que vivien soles. El nombre mitjà de persones vivint en cada habitatge era de 2,38 i el nombre mitjà de persones que vivien en cada família era de 2,94.
Per edats la població es repartia de la següent manera: un 25% tenia menys de 18 anys, un 9,3% entre 18 i 24, un 29,2% entre 25 i 44, un 21,6% de 45 a 60 i un 14,9% 65 anys o més.
L'edat mediana era de 36 anys. Per cada 100 dones de 18 o més anys hi havia 87,3 homes.
La renda mediana per habitatge era de 36.215 $ i la renda mediana per família de 43.867 $. Els homes tenien una renda mediana de 35.705 $ mentre que les dones 23.865 $. La renda per capita de la població era de 19.773 $. Aproximadament el 9,2% de les famílies i el 12,6% de la població estaven per davall del llindar de pobresa.

## Poblacions més properes
El següent diagrama mostra les poblacions més properes.